# Diocesi episcopale dell'Oklahoma
La diocesi dell'Oklahoma (in latino: Dioecesis de Oclahoma) è una sede della Chiesa Episcopale situata nella regione ecclesiastica Provincia 7. Nel 2010 contava 16.191 battezzati. È attualmente retta dal vescovo Edward J. Konieczny.

## Territorio
La diocesi comprende lo stato dell'Oklahoma (Stati Uniti).
Sede vescovile è la città di Oklahoma City, dove si trova la cattedrale di San Paolo (Cathedral of St. Paul).
Il territorio si estende su 181.195 km² ed è suddiviso in 72 parrocchie.

## Cronotassi dei vescovi
Questi sono i vescovi della Diocesi Episcopale dell'Oklahoma:
- Francis Key Brooke (1911 - 1919)
- Theodore Payne Thurston (1919 - 1926)
- Eugene Cecil Seaman (1926 - 1927)
- Thomas Casady (1927 - 1953)
- Frederick W. Putnam (1963 - 1979) (vescovo suffraganeo)
- Chilton Powell (1953 - 1977)
- Gerald Nicholas McAllister (1977 - 1989)
- Robert M. Moody (1989 - 2007)
- Edward J. Konieczny, dal 2007

## Istituzioni della Diocesi
- Ardmore Village, Ardmore
- St. Simeon's Episcopal Home, Tulsa
- St. Crispin's Conference Center (archiviato dall'url originale l'11 ottobre 2014), Wewoka

## Scuole della Diocesi
- Casady School, Oklahoma City
- Holland Hall, Tulsa
- Oak Hall Episcopal School, Ardmore
- St. Dunstan's Preschool (archiviato dall'url originale il 19 luglio 2006), Tulsa
- St. John's Episcopal Preschool, Tulsa
- St. John's Episcopal School (archiviato dall'url originale il 10 gennaio 2016), Oklahoma City
- St. Mary's Episcopal School, Edmond
- Trinity Day School (archiviato dall'url originale il 27 agosto 2014), Tulsa